# Landratsbezirk Heppenheim
Der Landratsbezirk Heppenheim war ein Landratsbezirk im Großherzogtum Hessen, in der Provinz Starkenburg, mit Sitz in Heppenheim. 1821 gegründet, ging er 1832 im Kreis Bensheim auf.

## Geschichte

### Entstehung
Im Zuge der Verwaltungsreform von 1821 im Großherzogtum wurden auch auf unterer Ebene Rechtsprechung und Verwaltung getrennt und die Aufgaben der überkommenen Ämter in Landratsbezirken – zuständig für die Verwaltung – und Landgerichtsbezirken – zuständig für die Rechtsprechung – neu organisiert. Der Landratsbezirk Heppenheim entstand dabei aus:
- dem Amt Lampertheim,
- dem Amt Lorsch,
- dem Amt Heppenheim,
- der Stadt Heppenheim,
- dem Ort Wattenheim aus dem Amt Gernsheim und
- den Orten Jägersburg mit dem Forsthaus, Großrohrheim und Großhausen aus dem Amt Zwingenberg.

Der Landratsbezirk enthielt so zwei „althessische“ (Obergrafschaft Katzenelnbogen), acht vormals kurmainzische und sechs vormals zum Bistum Worms gehörige Orte. Alle lagen in den Dominiallanden, in denen die Hoheitsrechte komplett beim Staat lagen und Patrimonialgerichte des Adels nicht bestanden.
Die Aufgaben der Rechtsprechung erster Instanz, die die nun aufgelösten Ämtern wahrgenommen hatten, wurden dem ebenfalls neu gegründeten Landgericht Lorsch übertragen.

### Ende
In der Gebietsreform 1832 wurden die Landratsbezirke aufgelöst und zu größeren Kreisen zusammengelegt. Deren Zuschnitt wurde mit einer weiteren Verordnung festgelegt. Der Landratsbezirk Heppenheim ging dabei gemeinsam mit dem Landratsbezirk Bensheim in dem neuen Kreis Bensheim auf.

## Interne Organisation

### Territoriale Gliederung
Der Landratsbezirk war in 12 Bürgermeistereien eingeteilt, die dem Landrat unterstanden. Dabei wurden mehrere kleinere Ortschaften häufig durch eine Bürgermeisterei verwaltet. Entsprechend der Gemeindeverordnung vom 30. Juni 1821 standen den Gemeinden ein gewählter Ortsvorstand vor, der sich aus Bürgermeister, Beigeordneten und Gemeinderat zusammensetzte. Schultheißen wurden nicht mehr eingesetzt. Diese 12 Bürgermeistereien waren:
1. Biblis
2. Bürstadt
3. Großhausen mit Jägersburg
4. Großrohrheim
5. Heppenheim
6. Hofheim mit Bobstadt
7. Kleinhausen
8. Lampertheim
9. Lorsch mit Seehof
10. Nordheim
11. Viernheim
12. Wattenheim

### Landräte
Landräte waren:
- 1821–1825 Karl Ludwig Welcker
- 1825–1832 Wilhelm Maurer

## Parallele Verwaltungen

### Finanzen
Für die Einnahmen aus Staatseigentum (den sogenannten Domanialen) waren die Rentämter zuständig. Für den gesamten Landratsbezirk war das Rentamt Lampertheim zuständig.
Davon getrennt war die Steuerverwaltung. Für den Landratsbezirk war die Ober-Einnehmerei Bensheim zuständig. Dieser waren drei Distrikts-Einnehmereien untergeordnet.
1. Biblis mit Bobstadt, Großrohrheim, Hofheim, Nordheim und Wattenheim
2. Heppenheim mit Großhausen, Kleinhausen, Lorsch und Seehof
3. Lampertheim mit Bürstadt und Viernheim

Der Landratsbezirk gehört zum Hauptzollamt Heppenheim und hatte zwei Grenznebenzollämter II. Classe in Viernheim und auf der Lampertheimer Hütte.

### Forst
Die Forstverwaltung des Landratsbezirks Heppenheim wurde vom Forst Heppenheim wahrgenommen, der aus den folgenden fünf Forstrevieren bestand: 1. Heppenheim mit Erbach, Kirschhausen, Oberhambach, Sonderbach, Unterhambach und Walderlenbach; 2. Lampertheim mit Seehof; 3. Lorsch mit Bobstadt, Bürstadt, Hofheim, Kleinhausen, Nordheim, Wattenheim und Auerbach; 4. Viernheim; 5. Wimpfen mit Hochstadt, Helmhof, Finkenhof, Kohlhütte und Kürnbach (aus dem Bezirk Wimpfen). Die Orte Biblis, Großhausen und Jägersburg gehören zum Forstrevier Jägersburg des Forsts Jugenheim.

### Kirche
Die Kirchverwaltung bestand aus dem Inspektorat Heppenheim mit der lutherische Pfarrei Großrohrheim sowie den beiden evangelisch-protestantischen Pfarreien Lampertheim mit Neuschloß und Hüttenfeld sowie Nordheim mit Bobstadt und Hofheim. Die katholischen Orte waren in die folgenden Pfarreien eingeteilt: Biblis mit Wattenheim; Bürstadt; Heppenheim mit Erbach, Igelsbach, Kirschhausen, Oberhambach, Soderbach, Unterhambach und Walderlenbach (alle mit Ausnahme von Heppenheim aus dem Bezirk Lindenfeis); Hofheim mit Bobstadt und Nordheim; Lampertheim; Lorsch mit Kleinhausen; Viernheim. Außer den Pfarreien Hofheim und Lampertheim unterstanden alle anderen dem Bergsträßer Landkapitel. Der Ort Großhausen ist eine Filiale der lutherischen Pfarrei Schwanheim des Inspektorats Bensheim.

## Historische Beschreibung
Die „Statistisch-topographisch-historische Beschreibung des Großherzogthums Hessen“ berichtet 1829 über den Landratsbezirk Heppenheim:
Lage und Grenzen werden beschrieben als:
„Der Bezirk liegt zwischen dem 49°, 32′ und 49°, 44′ nördlicher Breite und zwischen dem 26°, 3′ und 26°, 22′ östlicher Länge. Seine Grenzen sind gegen Norden: der Bezirk Bensheim; gegen Osten: der Bezirk Lindenfels und das Großherzogthum Baden; gegen Süden: das Großherzogthum Baden; gegen Westen: das Großherzogthum Baden und der Rhein.“
Die Natürliche Beschaffenheit als:  „a. Oberfläche und Boden. Der ganze Bezirk bildet eine große Ebene, und nur ein ganz kleiner Theil der östlichen Seite hat wellenformige Erhöhungen, wie die Starkenburg, welche 1320 Hess. (1016 Par.) Fuß über der Meeresfläche liegt. Der Boden ist meist sehr mit Sand gemischt, der ihm aber an seiner Fruchtbarkeit nichts benimmt. Bei Virnheim geht aber der Boden theilweise in Flugsand über.
b. Gewässer: 1) der Rhein; 2) die Weschnitz.“
Die Bevölkerung als: „Diese beträgt 21,788 Seelen; unter diesen sind 2010 Lutheraner, 3786 Evangelisch-Protestantische, 15,489 Katholiken, 21 Reformirte und 482 Juden, welche zusammen 1 Stadt, 4 Marktflecken, 10 Dörfer, 1 Weiler, überhaupt 2982 Häuser bewohnen.“

Die Naturprodukte als: „1686 Pferde, 445 Fohlen; 52 Bullen; 199 Ochsen; 3844 Kühe; 1936 Rinder; 3591 Schweine; 737 Schafe; 229 Ziegen; 4 Esel. – Fische. Viel Getreide, namentlich Waizen, besonders zu Biblis; Korn, Gerste, Spelz, Hirse und Welschkorn; Futterkräuter, als Klee, Heu, Rüben, sehr viel Kartoffel, Oelgewächse, Gemüse; Wein, besonders beliebt der Starkenburger; auch zu Nordheim ist etwas Weinbau; sehr viel Tabak, fast Hauptprodukt, der beste bei Virnheim; Hanf; viel Torf zu Lampertheim.“
Gewerbe und Handel als: „Ackerbau und Viehzucht. Die Viehzucht ist in einigen Orten bedeutend. Mehrere Gemeinden, namentlich Lampertheim, haben Baumschulen, in welchen viele veredelte Stämme gezogen werden. Das Mühlengewerbe ist nur in Heppenheim von Bedeutung. Lampertheim hat eine Tabaksfabrik. Gerbereien und Leinwandbleichereien befinden sich zu Heppenheim. 1 Salmiakfabrik, so wie 1 Leim- und 1 Seifensiederei zu Neuschloß. Tabak, besonders in Blättern, wird sehr viel abgesetzt; auch viel Getreide wird ausgeführt; etwas Heu; sodann viel Torf, namentlich nach Worms. Die Viehmärkte zu Großrohrheim setzen viel Geld in Cirkulation. Die Hauptstraße von Darmstadt durch die Bergstraße berührt nur Heppenheim; eine Straße setzt Lorsch mit Bensheim in Verbindung.“